# هاگین
هاگین (به انگلیسی: Hugin) نرم‌افزاری متن‌باز و رایگان برای ساخت عکس‌های حرفه‌ای سراسرنما تا سقف ۱۸۰ در ۳۶۰ درجه از عکس‌های جداگانه است. این نرم‌افزار رقیب بسیار خوبی برای نرم‌افزارهای مشابه خود است و از کیفیت خروجی بسیار بالایی برخوردار است.

## قابلیت‌ها
ترکیب عکس‌های دارای قسمت‌های مشترک، اصلاح خرابی‌های عکس‌های گرفته شده (از قبیل ماسک کردن، صاف کردن افق، تغییر ترتیب عکس‌ها و…)، پیدا کردن خودکار نقاط مشترک بین عکس‌ها، پشتیبانی از انواع خروجی‌های سراسرنما (چشم ماهی، مستطیلی، استوانه‌ای و …)، ساخت عکس‌های HDR، خروجی تصویر TIFF, PNG, JPEG.

360° panoramic view of a banqueting hall, the ceiling is distorted
the same basic images with fisheye projection and different view angle
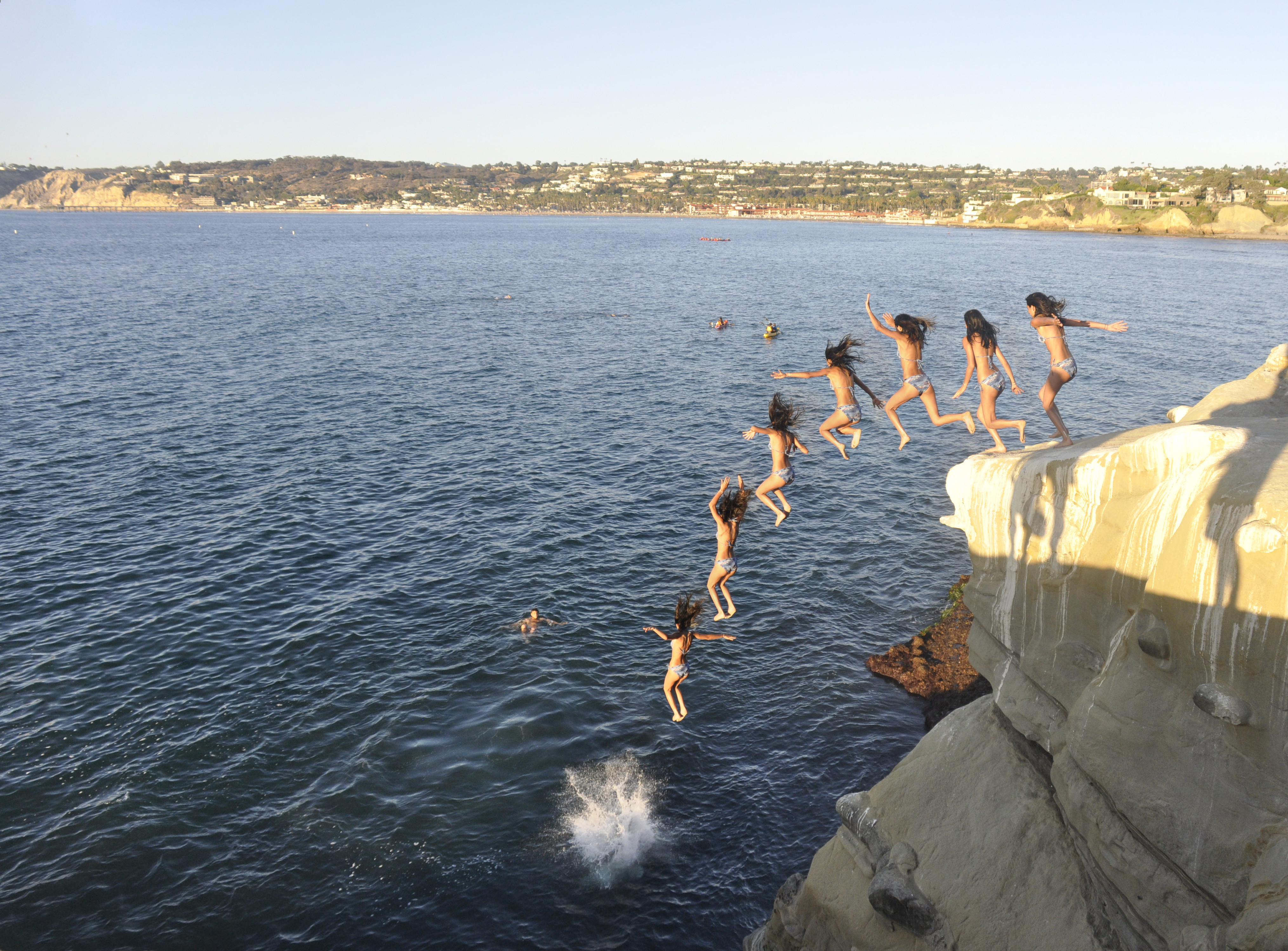
نگاره‌ای از پرش یک دختر از روی صخره با استفاده از تکنیک عکاسی بهم‌چسباندن نگاره‌ها و با استفاده از نرم‌افزار متن‌باز و رایگان هاگین

## نیازها
هاگین بر روی لینوکس، مکینتاش و ویندوز اجرا می‌شود، نسخهٔ ۲۰۱۰ این نرم‌افزار بر روی بیشتر رایانه‌ها بدون هیچ کمبودی اجرا می‌شود اما نسخهٔ تازهٔ آن (۲۰۱۱) بر روی بعضی رایانه‌ها با کارت گرافیک‌های قدیمی اجرا نمی‌شود. برای استفاده از قابلیت پیدا کردن خودکار نقاط مشترک پردازشگر نیرومند پیشنهاد می‌شود.